# Condado de Forrest
O Condado de Forrest é um dos 82 condados do estado norte-americano do Mississippi. A sede de condado é Hattiesburg, que é também a sua maior cidade.
O condado tem uma área de 1217 km² (dos quais 10 km² estão cobertos por água), uma população de 72 604 habitantes, e uma densidade populacional de 60 hab/km² (segundo o censo nacional de 2000). O condado foi fundado em 1836 e recebeu o seu nome em homenagem a Nathan Bedford Forrest (1821-1877), o primeiro Grand Wizard do Ku Klux Klan na era da Reconstrução, e general do Exército Confederado na Guerra Civil Americana.